# Hough-on-the-Hill
Hough-on-the-Hill est une paroisse civile et un village du Lincolnshire, en Angleterre.